# Kaely Michels-Gualtieri
Kaely Michels-Gualtieri es una trapecista estadounidense, conocida por su trabajo como artista principal en el Ringling Bros. and Barnum & Bailey Circus, actuando a menudo bajo el nombre artístico de Electra. Es ganadora de dos Golden Flyer Awards como una de las principales trapecistas volantes del mundo, y de un Anillo de Plata, el mayor honor de trapecio de Rusia, en 2017.

## Trayectoria
Hija de un físico de la NASA y de una madre propietaria de una pequeña editorial.  Michels-Gualtieri se graduó en la Field School de Washington D. C. Posteriormente se formó en la escuela de circo de Turín y en l'Academie Fratellini, de Annie Fratellini, siendo la primera estadounidense admitida, donde estudió con los entrenadores Alexander Doubrovski y Victor Fomine en Montreal y egresó en 2012.
Actuó internacionalmente con Circus Gerbola (Irlanda), Cirque Italia, Cirque de Demain (Francia), Corpus Acrobatics (Luxemburgo), NoFit State Circus (Inglaterra) y Star Parivaar (India) antes de unirse a Ringling en 2014. En el Ringling actuó hasta su cierre en 2017.
Dejó brevemente el circo para estudiar medicina en la Universidad de Brown en 2016. Más tarde, volvió a actuar en el Circo Atayde de Ciudad de México, el Cirque de Massy de París, el Winter Circus Apeldorn, Le Grande Cirque de Manila y el Golden Trick Festival de Odesa. También actuó para el Big E Circus en 2019. Más tarde, se convirtió en trapecista solista del Cirque du Soleil, en Las Vegas.
Es paramédica certificada y durante sus giras se ofrece regularmente como voluntaria en servicios médicos de emergencia. También ha escrito un libro para niños.

## Reconocimientos
Es ganadora de dos Golden Flyer Awards como una de las principales trapecistas volantes del mundo. Ganó un Anillo de Plata, el mayor honor de trapecio de Rusia, en 2017. Es la persona más joven nominada para entrar en el International Circus Hall of Fame. Ganó el Prix Ville de Namur del Festival du Cirque de Namur en 2018 y el Prix Bretagne Circus en la 27° edición del Festival Internazionale del Circo di Massy en 2019.